# Ngỗng Hunggary

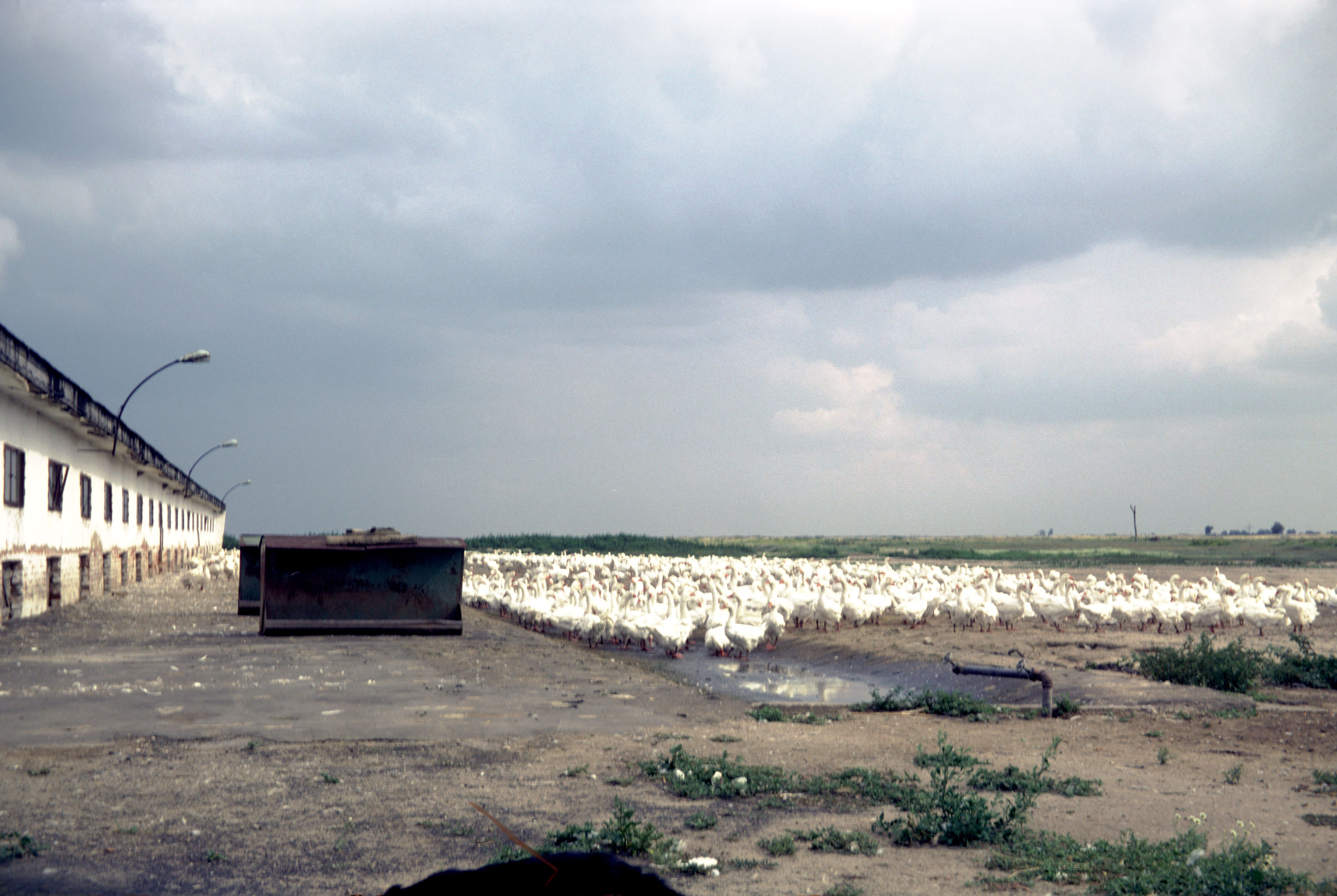
Trang trại chăn nuôi ngỗng Hunggary ở Kócsujfalu

Ngỗng Hunggary hay còn gọi là ngỗng trắng Hunggary là một giống ngỗng nhà có nguồn gốc từ Hunggary. Ở Việt Nam chúng được coi là một giống vật nuôi cao sản và được phép nhập, sản xuất, kinh doanh.

## Đặc điểm
Chúng được hình thành từ giống ngỗng địa phương với giống ngỗng sư tử Trung Quốc. Đời con cho màu lông xám và lông trắng. Tốc độ sinh trưởng và tăng trọng bình thường 10 tuần tuổi đạt 3,4 - 3,6 kg. Bình quân đẻ 30 quả/mái/năm. Khối lượng trứng: 150 - 180g/quả. Ngỗng Hungari có khẳ năng thích nghi tốt với hoàn cảnh sống tự nhiên và tận dụng thức ăn tự nhiên tốt. 

## Phát triển
Người ta còn dùng giống ngỗng này để sản xuất gan. Những người nuôi ngỗng lấy gan tại tỉnh Ger ở tây nam nước Pháp đang lo ngại về tình trạng gan ngỗng có nguồn gốc từ Hungary đang tràn vào nước này với giá rẻ khiến cho gan ngỗng béo, vốn là đặc sản của Pháp, được sản xuất ở tỉnh này có nguy cơ mất chỗ đứng trên thị trường. Nông dân ở tỉnh Ger đang đối mặt với sự cạnh tranh mạnh mẽ trên thị trường gan ngỗng.
Theo một số liệu điều tra, gan ngỗng Hungary đã chiếm tới 2/3 thị trường tiêu thụ ở Pháp. Tình trạng này đang đẩy những người chăn nuôi ngỗng ở tỉnh Ger đến bờ vực phá sản. Để bảo vệ sản phẩm của mình, nông dân ở tỉnh Ger đã yêu cầu nhà chức trách lập ra quy định ngăn chặn nhập khẩu các sản phẩm gan ngỗng từ nước ngoài. Họ cho rằng điều này còn nhằm mục đích bảo vệ thương hiệu gan ngỗng lừng danh của Pháp từ nhiều năm nay.